# Acapetahua (kommun)
Acapetahua är en kommun i Mexiko.   Den ligger i delstaten Chiapas, i den sydöstra delen av landet, 800 km sydost om huvudstaden Mexico City. Antalet invånare är 24 165. Arean är 191 kvadratkilometer.
Terrängen i Acapetahua är platt åt sydväst, men åt nordost är den kuperad.
Följande samhällen finns i Acapetahua:
- Acapeteahua
- Jiquilpan
- El Madronal
- Veinte de Abril
- Absalón Castellanos Domínguez
- Paloma Blanca
- Las Lauras
- Barra Zacapulco
- Río Negro
- Fracción Doña María
- San José Aguajal
- La Vainilla
- Palo Blanco
- Quince de Abril
- La Esmeralda
- Familia Nuñez
- Francisco Villa
- Once de Marzo
- Zacatonal
- Zacualpita
- La Lupe
- Pan de Palo
- Benito Juárez
- Emiliano Zapata Salazar